# ETCC 2015
La stagione 2015 della European Touring Car Cup è stata l'undicesima edizione del campionato organizzato dalla FIA. È iniziata il 3 maggio all'Hungaroring, in Ungheria, ed è terminata l'11 ottobre all'autodromo di Pergusa, in Italia.

## Piloti e team
| Classe TC2 Turbo               | Classe TC2 Turbo    | Classe TC2 Turbo | Classe TC2 Turbo     | Classe TC2 Turbo |
| Scuderia                       | Vettura             | #                | Pilota               | Gare             |
| ------------------------------ | ------------------- | ---------------- | -------------------- | ---------------- |
| Ülkü Motorsport                | BMW 320 TC          | 2                | Ümit Ülkü            | 1-6              |
| Ülkü Motorsport                | BMW 320 TC          | 3                | Galip Atar           | 1-6              |
| Borusan Otomotiv Motorsport    | BMW 320 TC          | 4                | Aytaç Biter          | 1-6              |
| Liqui Moly Team Engstler       | BMW 320 TC          | 5                | Davit Kajaia         | 1-6              |
| Liqui Moly Team Engstler       | BMW 320 TC          | 6                | Franz Engstler       | 6                |
| Classe TC2                     |                     |                  |                      |                  |
| Scuderia                       | Vettura             | #                | Pilota               | Gare             |
| Rikli Motorsport               | Honda Civic FD      | 12               | Peter Rikli          | 1-6              |
| Rikli Motorsport               | Honda Civic FD      | 24               | Daniel Conrad        | 1-6              |
| Borusan Otomotiv Motorsport    | BMW 320si           | 13               | Ibrahim Okyay        | 1-6              |
| Krenek Motorsport              | BMW 320si           | 20               | Michal Matějovský    | 1-6              |
| Classe Super 1600              |                     |                  |                      |                  |
| Scuderia                       | Vettura             | #                | Pilota               | Gare             |
| Gilles Bruckner                | Ford Fiesta 1.6 16V | 31               | Gilles Bruckner      | 1-6              |
| Ben Lintgen                    | Ford Fiesta ST      | 32               | Ben Lintgen          | 5                |
| Ravenol Team                   | Ford Fiesta 1.6 16V | 33               | Ulrike Krafft        | 1-6              |
| Ravenol Team                   | Ford Fiesta 1.6 16V | 34               | Erwin Lukas          | 3-6              |
| Ravenol Team                   | Ford Fiesta 1.6 16V | 35               | Christian Kranenberg | 1                |
| Niklas Mackschin               | Ford Fiesta 1.6 16V | 36               | Niklas Mackschin     | 1-6              |
| Florian Hildner                | Ford Fiesta 1.6 16V | 38               | Florian Hildner      | 1-6              |
| Trofeo monomarca               |                     |                  |                      |                  |
| Scuderia                       | Vettura             | #                | Pilota               | Gare             |
| ADAC Team Hessen-Thüringen e.V | SEAT León Cup Racer | 55               | Andreas Pfister      | 1-6              |
| LEIN Racing                    | SEAT León Cup Racer | 62               | Dejan Bulatovič      | 2-4              |
| LEIN Racing                    | SEAT León Cup Racer | 77               | Mladen Lalušić       | 2-4              |
| Topcar Sport                   | SEAT León Cup Racer | 66               | Ronny Jost           | 1-6              |
| Homola Motorsport              | SEAT León Cup Racer | 70               | Maťo Homola          | 1-6              |
| Křenek Motorsport              | SEAT León Cup Racer | 72               | Petr Fulín           | 1-6              |
| Baporo Motorsport              | SEAT León Cup Racer | 73               | Aleksandr Artemjev   | 1                |
| Zengő Motorsport               | SEAT León Cup Racer | 96               | Ferenc Ficza         | 1-2              |
| Zengő Motorsport               | SEAT León Cup Racer | 99               | Norbert Tóth         | 2                |
| NIS Petrol Racing Team         | SEAT León Cup Racer | 98               | Dušan Borković       | 1-6              |

## Calendario
| Gara | Gara | Circuito             | Data         |
| ---- | ---- | -------------------- | ------------ |
| 1    | G1   | Hungaroring          | 3 maggio     |
| 1    | G2   | Hungaroring          | 3 maggio     |
| 2    | G3   | Slovakiaring         | 21 giugno    |
| 2    | G4   | Slovakiaring         | 21 giugno    |
| 3    | G5   | Circuito Paul Ricard | 28 giugno    |
| 3    | G6   | Circuito Paul Ricard | 28 giugno    |
| 4    | G7   | Circuito di Brno     | 6 settembre  |
| 4    | G8   | Circuito di Brno     | 6 settembre  |
| 5    | G9   | Circuito di Zolder   | 20 settembre |
| 5    | 10   | Circuito di Zolder   | 20 settembre |
| 6    | G11  | Autodromo di Pergusa | 11 ottobre   |
| 6    | G12  | Autodromo di Pergusa | 11 ottobre   |

## Risultati e classifiche

### Gare
| Gara | Circuito             | Pole position  | Giro veloce     | Vincitore TC2 Turbo | Vincitore TC2     | Vincitore Super 1600 | Vincitore trofeo monomarca |
| ---- | -------------------- | -------------- | --------------- | ------------------- | ----------------- | -------------------- | -------------------------- |
| 1    | Hungaroring          | Dušan Borković | Ferenc Ficza    | Davit Kajaia        | Michal Matějovský | Niklas Mackschin     | Ferenc Ficza               |
| 2    | Hungaroring          |                | Dušan Borković  | Davit Kajaia        | Peter Rikli       | Niklas Mackschin     | Dušan Borković             |
| 3    | Slovakiaring         | Petr Fulín     | Petr Fulín      | Davit Kajaia        | Michal Matějovský | Ulrike Krafft        | Petr Fulín                 |
| 4    | Slovakiaring         |                | Davit Kajaia    | Davit Kajaia        | Michal Matějovský | Niklas Mackschin     | Dušan Borković             |
| 5    | Circuito Paul Ricard | Dušan Borković | Dušan Borković  | Davit Kajaia        | Peter Rikli       | Niklas Mackschin     | Dušan Borković             |
| 6    | Circuito Paul Ricard |                | Dušan Borković  | Davit Kajaia        | Michal Matějovský | Niklas Mackschin     | Andreas Pfister            |
| 7    | Circuito di Brno     | Maťo Homola    | Maťo Homola     | Davit Kajaia        | Michal Matějovský | Niklas Mackschin     | Maťo Homola                |
| 6    | Circuito di Brno     |                | Dejan Bulatovič | Davit Kajaia        | Michal Matějovský | Niklas Mackschin     | Dušan Borković             |
| 7    | Circuito di Zolder   | Davit Kajaia   | Davit Kajaia    | Aytaç Biter         | Michal Matějovský | Niklas Mackschin     | Maťo Homola                |
| 8    | Circuito di Zolder   |                | Maťo Homola     | Ümit Ülkü           | Michal Matějovský | Niklas Mackschin     | Dušan Borković             |
| 9    | Autodromo di Pergusa | Dušan Borković | Dušan Borković  | Davit Kajaia        | Peter Rikli       | Gilles Bruckner      | Petr Fulín                 |
| 10   | Autodromo di Pergusa |                | Franz Engstler  | Franz Engstler      | Peter Rikli       | Niklas Mackschin     | Petr Fulín                 |

### Classifiche
| Pos.             | Pilota               | HUN       | HUN       | SVK       | SVK       | LEC       | LEC       | BRN       | BRN       | ZOL       | ZOL       | PER       | PER       | Punti     |
| TC2 Turbo        | TC2 Turbo            | TC2 Turbo | TC2 Turbo | TC2 Turbo | TC2 Turbo | TC2 Turbo | TC2 Turbo | TC2 Turbo | TC2 Turbo | TC2 Turbo | TC2 Turbo | TC2 Turbo | TC2 Turbo | TC2 Turbo |
| ---------------- | -------------------- | --------- | --------- | --------- | --------- | --------- | --------- | --------- | --------- | --------- | --------- | --------- | --------- | --------- |
| 1                | Davit Kajaia         | 2         | 4         | 5         | 2         | 3         | 6         | 3         | 3         | 10        | 9         | 2         | 2         | 149       |
| 2                | Aytaç Biter          | 9         | 6         | 16        | Rit       | 9         | 10        | 10        | 11        | 5         | 10        | 10        | 8         | 100       |
| 3                | Ümit Ülkü            | 13        | 10        | 13        | 12        | 12        | 9         | 12        | 15        | SQ        | 7         | 9         | 9         | 90        |
| 4                | Galip Atar           | 12        | 14        | 15        | 14        | 14        | 14        | 15        | 17        | 9         | 12        | 11        | 12        | 73        |
| 5                | Franz Engstler       |           |           |           |           |           |           |           |           |           |           | 3         | 1         | 42        |
| TC2              |                      |           |           |           |           |           |           |           |           |           |           |           |           |           |
| 1                | Michal Matějovský    | 8         | 9         | 8         | 6         | 1         | 8         | 8         | 5         | 4         | 6         | 6         | 7         | 147       |
| 2                | Peter Rikli          | 10        | 8         | 9         | 7         | 10        | 11        | 11        | 10        | 7         | 8         | 5         | 6         | 130       |
| 3                | Ibrahim Okyay        | 14        | NC        | 11        | 8         | 13        | 13        | 13        | 9         | 6         | Rit       | 7         | 10        | 86        |
| 4                | Daniel Conrad        | 11        | 13        | 14        | 13        | 17†       | Rit       | 14        | 12        | Rit       | 11        | 10        | 11        | 64        |
| Super 1600       |                      |           |           |           |           |           |           |           |           |           |           |           |           |           |
| 2                | Niklas Machschin     | 15        | 15        | 18        | 15        | 15        | 15        | 16        | 13        | 11        | 13        | 14        | 14        | 150       |
| 2                | Gilles Bruckner      | 17        | 17        | 19        | 16        | 20        | 19†       | 17        | 14        | 12        | Rit       | 13        | 15        | 105       |
| 3                | Ulrike Krafft        | 16        | 16        | 17        | 17        | 16        | 16        | 18        | Rit       | 14        | 14        | Rit       | 16        | 94        |
| 4                | Florian Hildner      | 18        | 19        | Rit       | NP        | 19        | 17        | 19        | 16        | 15        | 16        | 15        | 17        | 62        |
| 5                | Erwin Lukas          |           |           |           |           | 18        | 18        | NP        | NP        | 13        | 15        | 16        | 18        | 41        |
| 6                | Christian Kranenberg | Rit       | 18        |           |           |           |           |           |           |           |           |           |           | 5         |
| 7                | Ben Lintgen          |           |           |           |           |           |           |           |           | Rit       | NP        |           |           | 0         |
| Trofeo monomarca |                      |           |           |           |           |           |           |           |           |           |           |           |           |           |
| 1                | Dušan Borković       | 5         | 1         | 3         | 1         | 1         | 2         | 2         | 1         | 3         | 1         | Rit       | 13        | 110       |
| 2                | Petr Fulín           | 3         | 3         | 1         | 4         | 2         | 12        | 4         | NP        | 2         | 4         | 1         | 3         | 107       |
| 3                | Andreas Pfister      | 4         | 12        | 6         | 5         | 4         | 1         | 5         | 6         | Rit       | 5         | 12        | 4         | 60        |
| 4                | Maťo Homola          | Rit       | 5         | 2         | 3         | 7         | 3         | 1         | 2         | 1         | 3         | Rit       | NP        | 77        |
| 5                | Ronny Jost           | 6         | 7         | 7         | 9         | 5         | 4         | 7         | 3         | 8         | 2         | 4         | 5         | 75        |
| 6                | Dejan Bulatovič      |           |           | 10        | 11        | 6         | 5         | 6         | 8         |           |           |           |           | 20        |
| 7                | Ferenc Ficza         | 1         | 2         | 20†       | Rit       |           |           |           |           |           |           |           |           | 18        |
| 8                | Mladen Lalušić       |           |           | 12        | 10        | 8         | 7         | 9         | 7         |           |           |           |           | 15        |
| 9                | Aleksandr Artemjev   | 7         | 11        |           |           |           |           |           |           |           |           |           |           | 6         |
| 10               | Norbert Tóth         |           |           | 7         | Rit       |           |           |           |           |           |           |           |           | 5         |
| Pos.             | Pilota               | HUN       | HUN       | SVK       | SVK       | LEC       | LEC       | BRN       | BRN       | ZOL       | ZOL       | PER       | PER       | Punti     |

| Colore  | Risultato             |
| ------- | --------------------- |
| Oro     | Vincitore             |
| Argento | 2º posto              |
| Bronzo  | 3º posto              |
| Verde   | Finito a punti        |
| Blu     | Finito senza punti    |
| Viola   | Ritirato (Rit)        |
| Viola   | Non classificato (NC) |
| Rosso   | Non qualificato (NQ)  |
| Nero    | Squalificato (SQ)     |
| Bianco  | Non partito (NP)      |
| Bianco  | Non ha gareggiato     |
| Bianco  | Infortunato (INF)     |
| Bianco  | Escluso (ES)          |
| Bianco  | Gara cancellata (C)   |